# Аленьков, Владимир Григорьевич
Владимир Григорьевич Аленьков (1923—1993) — советский хозяйственный, государственный и политический деятель, Герой Социалистического Труда.

## Биография
Родился в 1923 году в селе Пантазиевка. Член КПСС.
Участник Великой Отечественной войны, командир взвода управления 147 гвардейского артиллерийского полка 15-й гвардейской кавалерийской дивизии 7-го гвардейского кавалерийского корпуса. С 1946 года — на хозяйственной, общественной и политической работе. В 1946—1987 гг. — агроном, председатель колхоза имени Дзержинского Знаменского района Кировоградской области Украинской ССР.
Указом Президиума Верховного Совета СССР от 8 апреля 1971 года присвоено звание Героя Социалистического Труда с вручением ордена Ленина и золотой медали «Серп и Молот».
Автор сочинения Аленьков В. Г. Госпрозрахунок-рушійна сила / В. Г. Аленьков. — Київ, 1987.
Умер в селе Пантазеевка в 1993 году.